# Bienvenidos (episodio de ALF)
Bienvenidos (A.L.F. en la versión original) es el episodio piloto y capítulo número 1 de la primera temporada de la serie ALF.

## Sinopsis
El extraterrestre Gordon Schumway del planeta Melmac, se estrella en la cochera de una familia suburbana llamada Tanner. El extraterrestre llega para complicarles la vida a los Tanner: Quiere comerce a su gato y cuando Kate, la madre, despierta en la cama, ve a ALF (apodo de la criatura, marrón con cuerpo de canguro y cara de oso hormiguero por Amorfismo Lejano Fantastico) en la cama, grita, y ALF se va corriendo al baño a ver al padre, Willie. Willie trata de reparar la nave y ALF cuenta que en realidad su planeta estalló y que cuando Willie reparara su nave se iría a un planeta solitario. Los Tanner se apiadan y deciden que lo pueden dejar quedarse. Un hombre del FBI trata de buscar a ALF, pero los Tanner lo defienden. El episodio termina con ALF despidiéndose de sus amigos de Melmac por la radio.